# Olof Ramén
Olof Ramén, född 1732, död 30 december 1793, var en svensk riksdagsledamot, lagman och borgmästare.

## Biografi
Olof Ramén föddes 1732. Han var son till kyrkoherden Daniel Raméen och Anna Elisabet Barck i Möklinta församling.
 Han var borgmästare i Torneå från 1764. Han utnämndes av Gustav III till en av kronprins Gustav Adolfs faddrar vid dennes dop den 10 november 1778 och fick vid drottningens kyrktagning den 27 december 1778 mottaga Gustav III:s faddertecken. 1788 utnämndes han till lagman i Ångermanlands och Västerbottens lagsaga, en tjänst han uppehöll till sin död 1793. Ramén fick lagmans titel 1781 och avled 1793.
Ramén var riksdagsledamot för borgarståndet i Torneå vid riksdagen 1765–1766, riksdagen 1769–1770, riksdagen 1771–1772, riksdagen 1778–1779 och riksdagen 1786.

### Familj
Ramén gifte sig 1756 med Katarina Engman.